# Comitato Zangger
Il  Comitato Zangger, noto anche come Comitato degli esportatori nucleari, sorse in base ai termini dell'articolo III.2 del Trattato di non proliferazione nucleare (NPT) che entrò in vigore il 5 marzo 1970. In base ai termini dell'articolo III.2 dell'Agenzia internazionale per l'energia atomica (IAEA), salvaguardie devono essere applicate alle esportazioni di materiale nucleare. 
(Articolo III.2 dell'Agenzia internazionale per l'energia atomica (IAEA))

## Storia
Tra il 1971 e il 1974, un gruppo di 15 stati fornitori di materiale nucleare tenne una serie di incontri informali a Vienna, presieduti dal Professore svizzero Claude Zangger. L'obiettivo del gruppo era di raggiungere un accordo comune su: (a) la definizione di apparecchiature o materiale specialmente progettato o preparato per elaborazione, uso o produzione di materiale speciale fissile; (b) le condizioni e le procedure che avrebbero governato le esportazioni di tali apparecchiature o materiale in ordine al rispetto degli obblighi dell'Articolo III.2 sulla base di una corretta competizione commerciale. Il gruppo, che divenne noto come Comitato Zangger, decise che sarebbe stato informale e che le sue decisioni non sarebbero state vincolanti per i singoli suoi membri.
Il Comitato (a) gestisce e aggiorna un elenco di apparecchiature che possono essere esportate solo se vengono applicate le salvaguardie alle apparecchiature dell'acquirente (chiamata Trigger List poiché tali esportazioni innescano i requisiti per la salvaguardia); e (b) permette ai membri di coordinarsi sulle esportazioni nucleari. La relativa informalità del Comitato Zangger lo ha abilitato a prendere la direzione su certe istanze di non-proliferazione, che sarebbero molto più difficili da risolvere nel Nuclear Suppliers Group. Per di più, la Repubblica popolare della Cina è un membro del Comitato Zangger.
All'incontro dell'ottobre 2000, il Comitato ha discusso i risultati della Review Conference (REVCON) NPT del 2000. Il Comitato ha concordato di formare due gruppi informali Friends of the Chair per: 1) considerare le preparazioni per il NPT REVCON del 2005; e 2) continuare le considerazioni di una possibile, futura adozione di una politica di pretendere salvaguardie totali come condizioni per la fornitura agli stati privi di armi nucleari. Gli Stati Uniti hanno riferito sullo status di considerazione di possibili controlli aggiuntivi sull'americio e sul nettunio. I membri hanno concordato che questi materiali cadono al di fuori degli scopi dell'Articolo III.2 NPT, per includerli nella Trigger List. Anche la Svezia, Presidente del gruppo di lavoro per considerare l'aggiunta di apparecchiature per l'arricchimento del plutonio alla Trigger List, ha riferito il suo disaccordo. Il Presidente ha riferito su un incontro informale iniziale con lo staff dell'IAEA per discutere le procedure per tenere l'Agenzia informata sui cambiamenti della Trigger List e le ragioni di tali cambiamenti, poiché l'Agenzia usa la Zangger Trigger List come documento di riferimento.

## Presidenze
Le seguenti persone si sono succedute alla Presidenza del Comitato Zangger:
- 1971–1989: Dr. Claude Zangger (Svizzera)
- 1989–1993: Ilkka Mäkipentti (Finlandia)
- 1993–2005: Fritz Schmidt (Austria)
- 2006–2010: Pavel Klucký (Repubblica Ceca)
- 2010–2015: Shawn Caza (Canada)
- 2015–attuale: Louise Fluger Callesen (Danimarca)

La Missione del Regno Unito presso l'Ufficio delle Nazioni Unite a Vienna funge da segretariato del Comitato.

## Membri
Il Comitato Zangger conta 39 Stati Membri:
- Argentina
- Australia
- Austria
- Belgio
- Bielorussia
- Bulgaria
- Canada
- Repubblica Ceca
- Cina
- Croazia
- Danimarca
- Finlandia
- Francia
- Germania
- Giappone
- Grecia
- Irlanda
- Italia
- Kazakistan
- Corea del Sud
- Lussemburgo
- Paesi Bassi
- Nuova Zelanda
- Norvegia
- Polonia
- Portogallo
- Regno Unito
- Romania
- Russia
- Slovacchia
- Slovenia
- Stati Uniti
- Sudafrica
- Spagna
- Svezia
- Svizzera
- Turchia
- Ucraina
- Ungheria

La  Commissione europea è osservatore permanente.